# Olga Zrihen
Olga Zrihen (árabe: أولجا زريهان; Casablanca, 10 de enero de 1953) es una política belga y miembro del Partido Socialista nacida en Marruecos. 

## Biografía
Zrihen nació en una familia judía en Casablanca, Marruecos. A la edad de 6, Zrihan y su familia emigraron a Lille, Francia. Tiene un grado en lenguas germánicas de la Universidad de Mons-Hainaut, hoy llamada Universidad de Mons. Zrihen trabajó como profesora de alemán e inglés entre 1976 y 1991.

## Carrera política
Electa al consejo municipal de La Louvière, Bélgica, en las elecciones municipales de octubre de 2000, por entonces como ciudadana francesa. Fue reelecta en 2006 y se convirtió en vicealcaldesa en 2007.
Zrihan fue elegida diputada de la Eurocámara en abril de 2001, y se lanzó a la reelección en junio de 2004, ya como ciudadana belga, aunque no fue reelegida para el cargo. Unos cuantos meses más tarde, sin embargo, fue nominada al Senado Belga para reemplazar a Philippe Busquin, quien fue elegido a la Eurocámara, y en 2007 fue elegida por voto directo al mismo. Es miembro del Consejo Internacional de Parlamentarios Judíos y en marzo de 2002 apoyó una petición a favor de incorporación de Israel a la Unión Europea.
Elegido en 2009 como miembro del Parlamento Regional de Valonia, Zrihen reemplazó a la diputada Joëlle Kapompolé como senadora representando a la comunidad valona hasta 2014. Fue también la vicepresidenta del Partido Socialista entre 2011 y 2014.
Ha sido condecorada con la Orden de Leopoldo dos veces, la primera en 2007 como Chevalier, y en 2014 como Officier.

### Resultados de elección
- 2001: Miembro del concejo municipal de La Louvière
- 2001-2004: Miembro de la Eurocámara
- 2004-2007: Senadora, designada
- 2007-2009: Senadora, electa por voto directo
- 2006-2009: Vicealcaldesa de La Louvière
- 2006-: Miembro del concejo municipal de La Louvière
- Miembro del Parlamento Valón desde el 30 de junio de 2009
  - Senadora representando a la Comunidad Francesa de Bélgica:
    - 30 de junio de 2009 a 7 de mayo de 2010
    - 7 de julio de 2010 al 25 de mayo de 2014 (reemplazando a Joëlle Kapompolé)
    - Desde el 23 de junio de 2014 (designada por el Parlamento Valón) y vicepresidenta del Senado Belga.

## Honores recibidos
- Caballero de la Orden de Leopoldo, 2007
- Oficial de la Orden de Leopoldo, 2014